# 汪祖美
汪祖美（1915年—1993年），男，江西上高人，中华人民共和国军事人物，中国人民解放军少将，曾任中国人民解放军铁道兵副参谋长。